# Óbudai Gázgyár
A Óbudai Gázgyár szénből városi gázt előállító üzem volt Budapest III. kerületében, amely 1913-tól 1984-ig üzemelt. Területén jó néhány ipari műemlék található.

## Fekvése
Az Óbudai Gázgyár Budapesten az Újpesti vasúti hídtől délre, a Duna jobb partján, az Óbudai-sziget bejáratáig (Mozaik utca) tartó közel háromszög alakú, 27 hektáros részen helyezkedett el. Ez a terület kijelölésekor még a város peremét alkotta, és minden szükséges infrastruktúrával rendelkezett. Ezek közül a nagy tömegű nyersanyag beszállításához kiemelkedően fontos volt a vasút és a vízi szállítás lehetősége a Dunán.

## Története
A 20. század elején a terjeszkedő Budapesten egyre nőtt a gázfogyasztás. Ennek a növekvő keresletnek a kielégítésére a főváros 1908-ban úgy határozott, hogy Óbudán a Homokos-dűlőn új légszeszgyárat hoznak létre.
A tervek elkészítésével egy elismert zürichi gázgyárost, Weiss Albertet bízták meg. Segítségére volt még Bernauer Izidor világítási igazgató és Schön Győző mérnök. A tervezést két éven belül befejezték.
1910-ben elkezdődött a gázgyár építése. Első lépésként a Dunán 1912–1913 között 1 kilométer hosszban partfal épült, majd az iparvágányok és a közutak következtek. 1913-ra a gyár épületeinek és gépeinek nagy része már készen állt a termelésre. Az év októberétől kezdve fokozatosan megkezdték a gyár üzembehelyezését. A hivatalos megnyitót 1914. június 13-án tartották.
A gyár a maga idejében a legkorszerűbb technológiát alkalmazta, amely napi 250 ezer köbméter gáz termelését is lehetővé tette (magát a gyárat megépültekor a kontinens legkorszerűbb gyáraként emlegették). A területen tizenegy kilométernyi vasúti pálya kapott helyet, amely közvetlenül a budai, jobbparti körvasútra és az esztergomi vasútvonalra kapcsolódott.
A gyár területét saját lakóteleppel és egyéb kiszolgáló épületekkel vették körül. Nyugati oldalán az Almási Balogh Loránd által tervezett, szintén 1914-ben épült Munkástelep helyezkedik el. A munkástelep még ma is a kor hangulatát idézve ad otthont az itt élő volt gázgyári munkásoknak és leszármazottaiknak. Az üzemtől délre, a Duna mellékágának jobb partján pedig a Reichl Kálmán tervezte Tisztitelep házai sorakoznak. 
Az első világháborúban Óbuda lakosainak az elektromos áramot a gyár területén található, a svájci Sulzer cég által gyártott dízel-aggregát biztosította. A ma is álló és működőképes gép 180 fordulat/perc-nél 560 kW (800 LE) teljesítményt ad le, és 110 voltos egyenáramot termel. A háborúk után a gázgyártás újraindult az üzemben.
A gyár a gáz mellett még olyan melléktermékeket is előállított, mint a koksz és kátrány, amelyet a ma is megtekinthető kátránytornyokban tároltak, és itt választották szét gravitációs úton a könnyű és az útépítéshez használt nehéz kátrányt.
A főváros földgázra való átállása miatt már 1980-ban le akarták állítani az üzemet, de a szénfeldolgozó vertikum megszüntetésére (a szénelőkészítő, a kokszfeldolgozó és gáztisztító üzemek leállítására) végül 1984 októberében, a levegős bontók, a gáztartályok és a távnyomó üzem működésének beszüntetésére pedig 1987 áprilisában került sor. A működési idő elnyújtására az olajválság elhúzódó hatása miatt volt szükség az itt termelődő koksz miatt. A csatlakozó iparvágány-hálózatot 1990-ben zárták ki a forgalomból és 2000-re bontották el teljesen. Az egykori Óbuda-Gázgyár teherpályaudvar felvételi épülete ma is áll. (A Jégtörő utca /ma Ángel Sanz Briz út/ 2004-es kiépülése óta a szomszédos áruház zajvédő fala eltakarja).
Azután 2004-ig itt már csak adminisztratív munkát végzett a Fővárosi Gázművek. Ezt követően került át a terület a főváros tulajdonába. A rajta található kiemelkedő értékű épületeket műemléki védettséggel látták el. Néhánynak a közelmúltban sikerült új funkciót találni. Azokat felújították és a környéküket parkosították. Az egykori gyár déli részében irodaházakat és lakóparkokat hoztak létre. Elsőként a Graphisoft Park költözött ide 1998-ban, amit többek között a Microsoft, majd 2014-ben a IBS Nemzetközi Üzleti Főiskola kampuszának megtelepedése követett. A tornyok ás a Budapest–Esztergom-vasútvonal között elhelyezkedő északi része az MVM Zrt. tulajdona. A területe alatt elszennyeződött föld miatt a talaj cseréjét követően hasznosítható.
A meglévő tervek alapján a műemléki épületegyüttesből múzeumot, illetve kultúr- és fesztiválparkot terveznek létrehozni.

## Védett épületei
- Száraztisztító földszintes, nagy belmagasságú, csarnokszerű épület
- Óraház Ebben az épületben voltak a gyárból kikerülő gáz mérésére szolgáló órák
- Víz- és kátránytornyok
- Villamos központ Itt található a gyár áramellátásáért felelős dízelgenerátor és a hozzá tartozó kapcsoló- és elosztóhelyiség

## Képtár

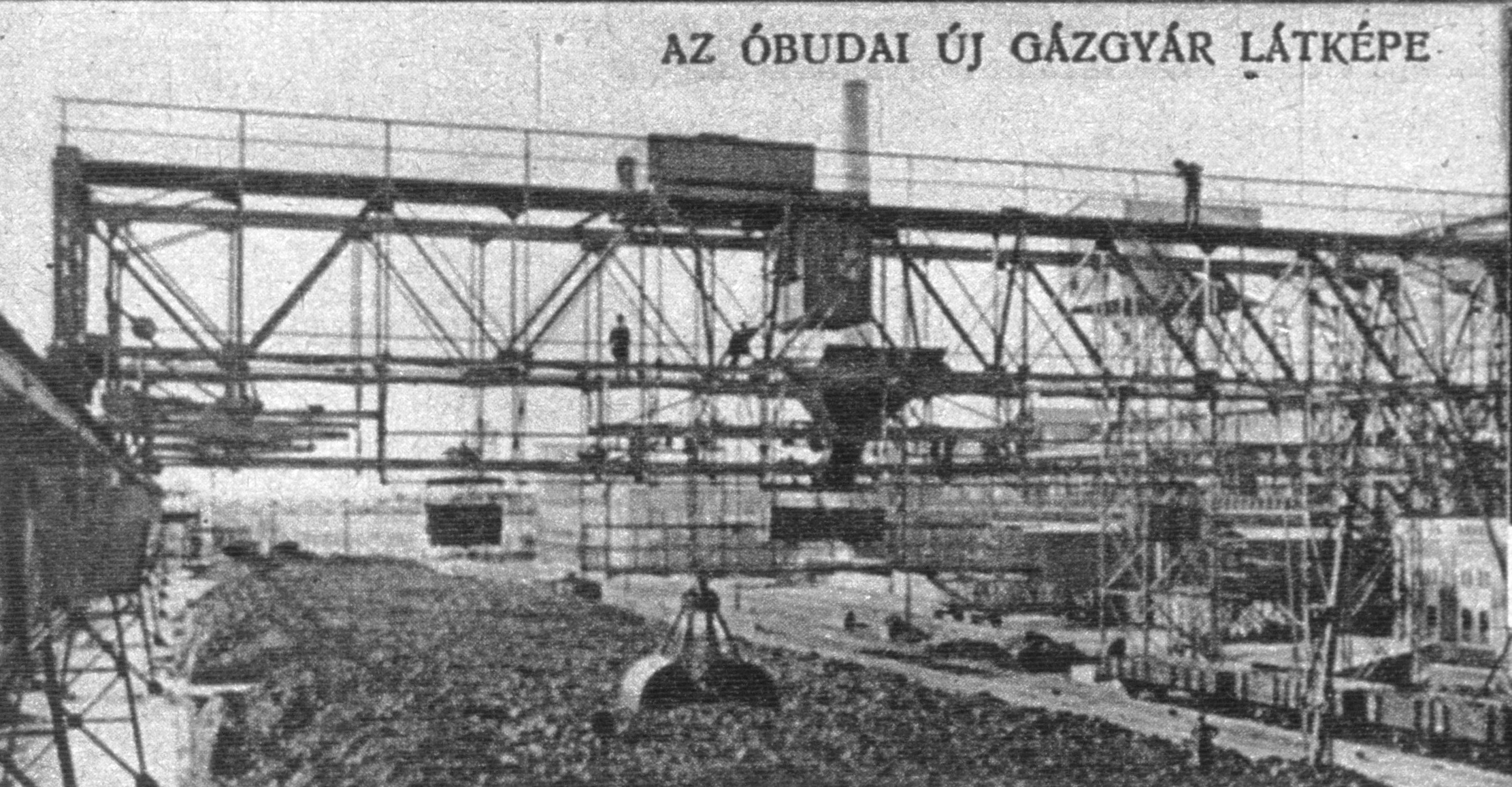
A gázgyár látképe a 20. század első harmadában
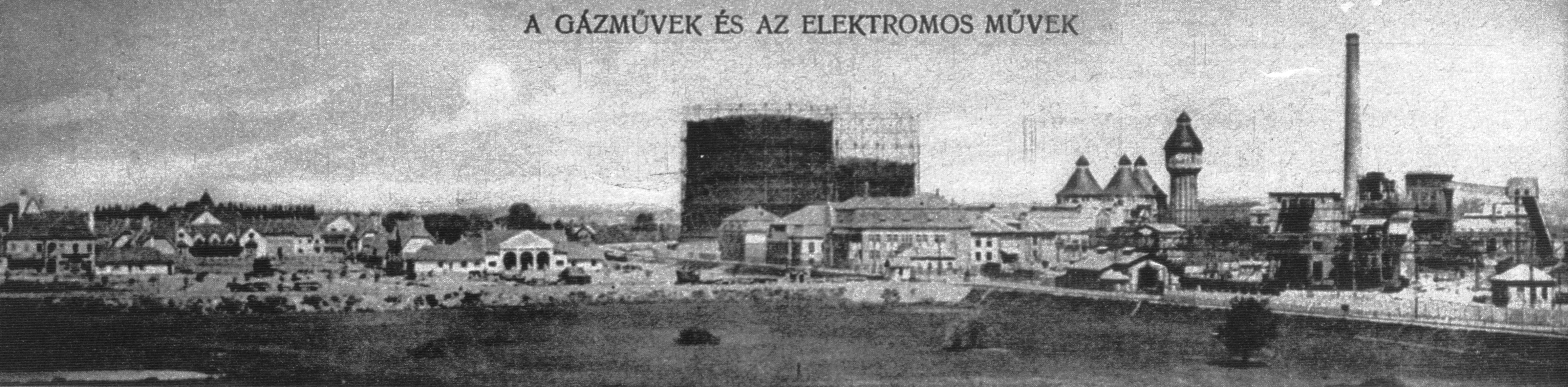
A gázgyár és a lakótelep látképe az 1920-as években
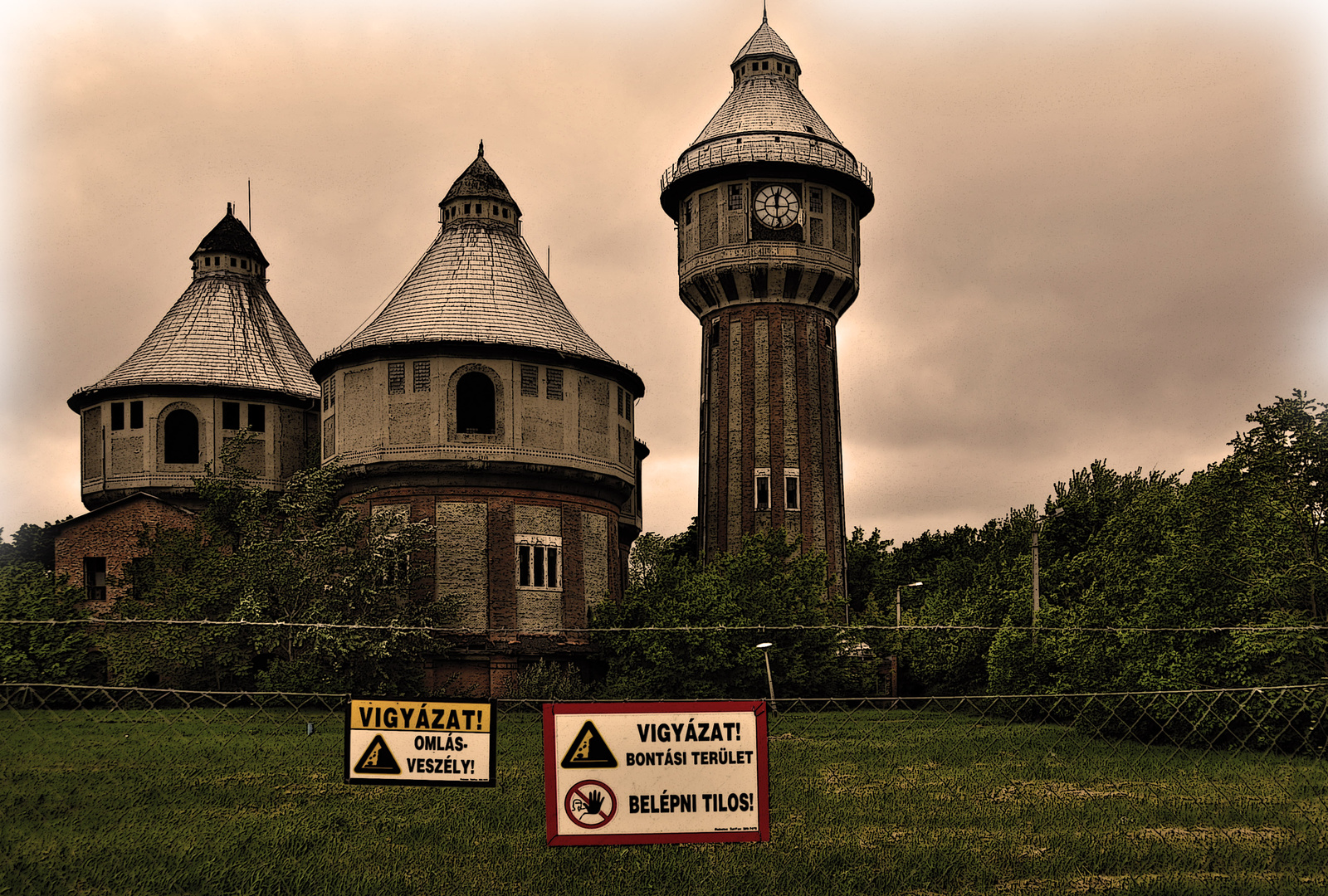
A gázgyár néhány épülete a felújítás előtt
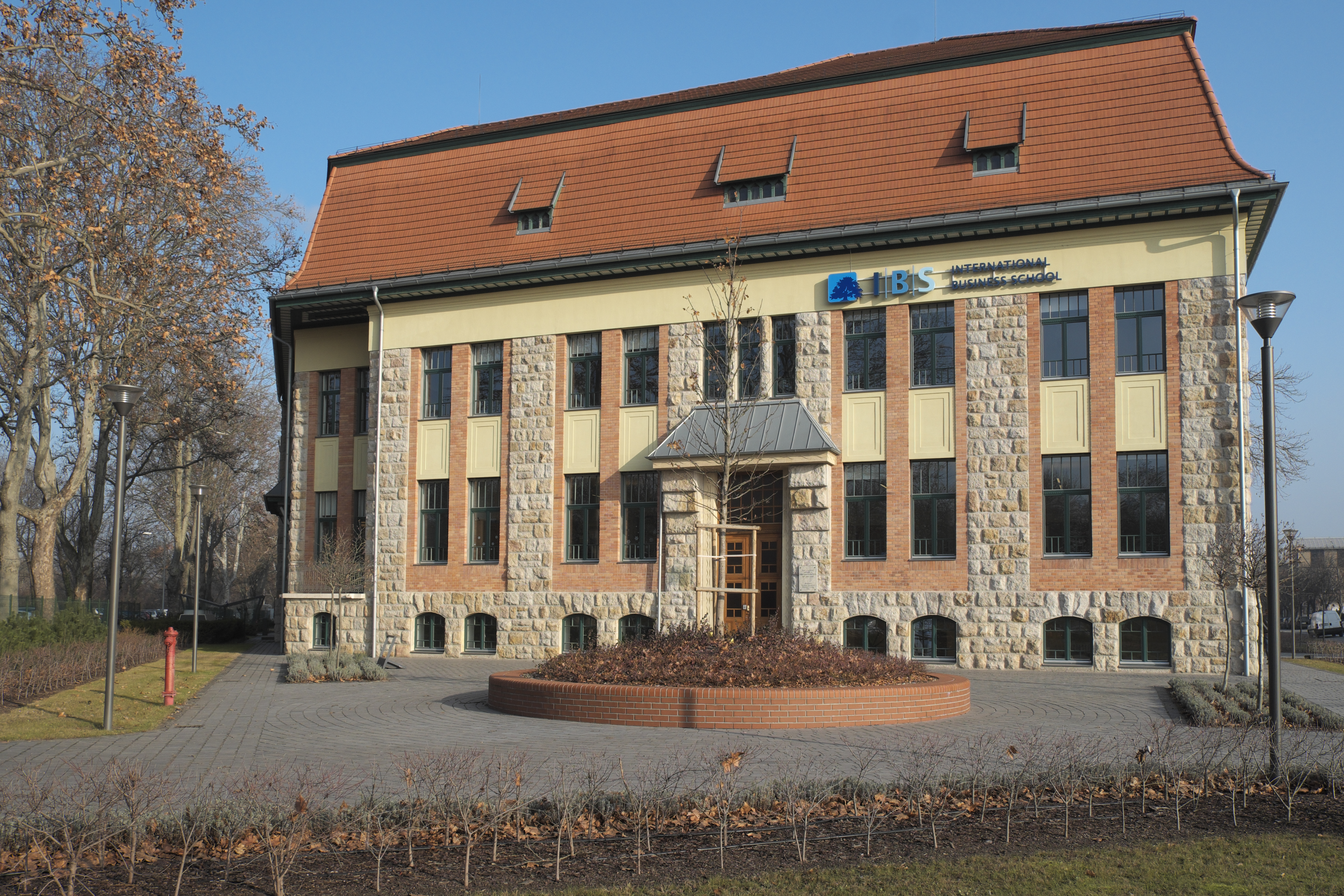
Felújított épület, amelyben az IBS Nemzetközi Üzleti Főiskola működik
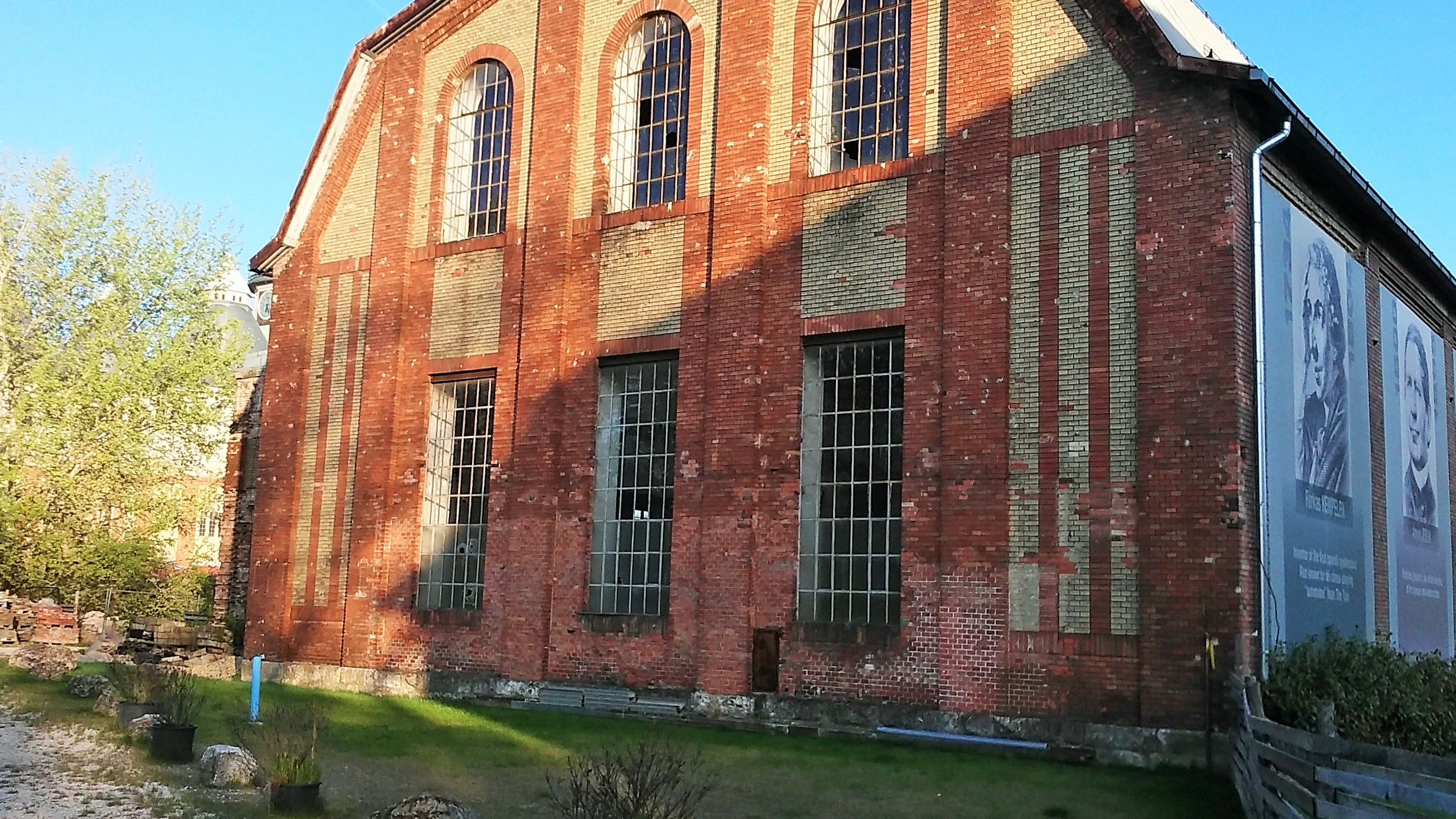
épületrészletek
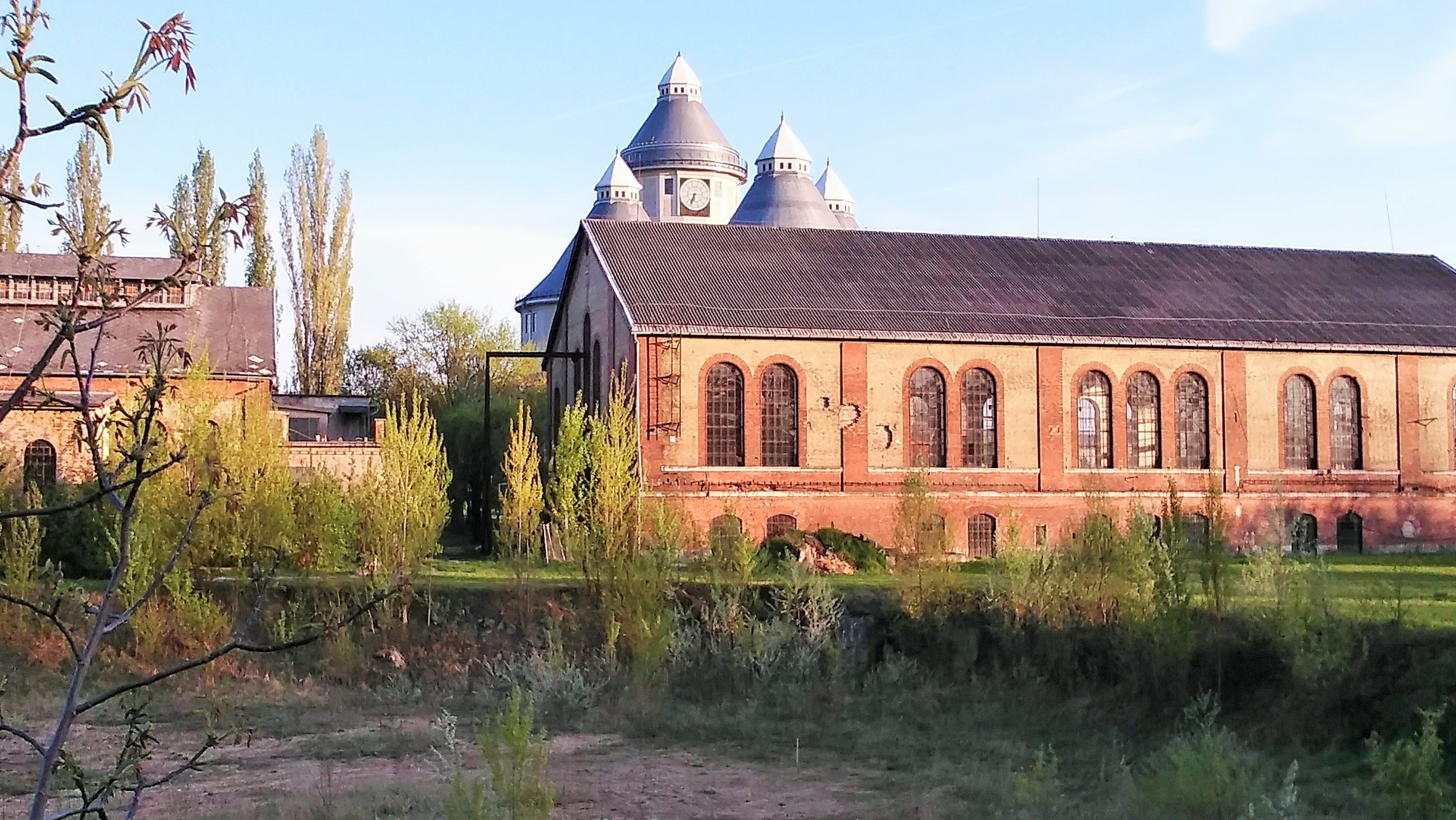
épületrészletek
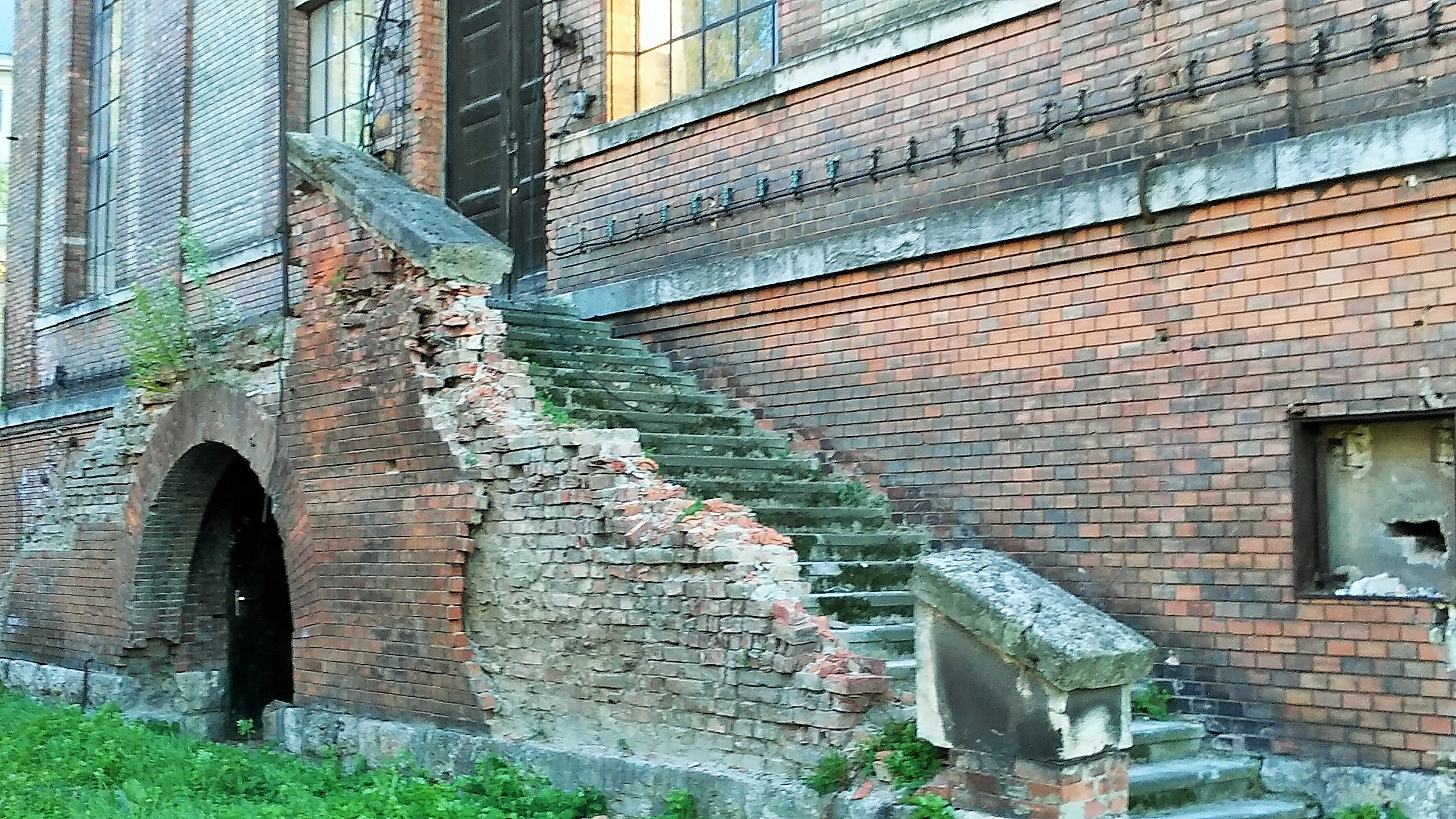
épületrészletek
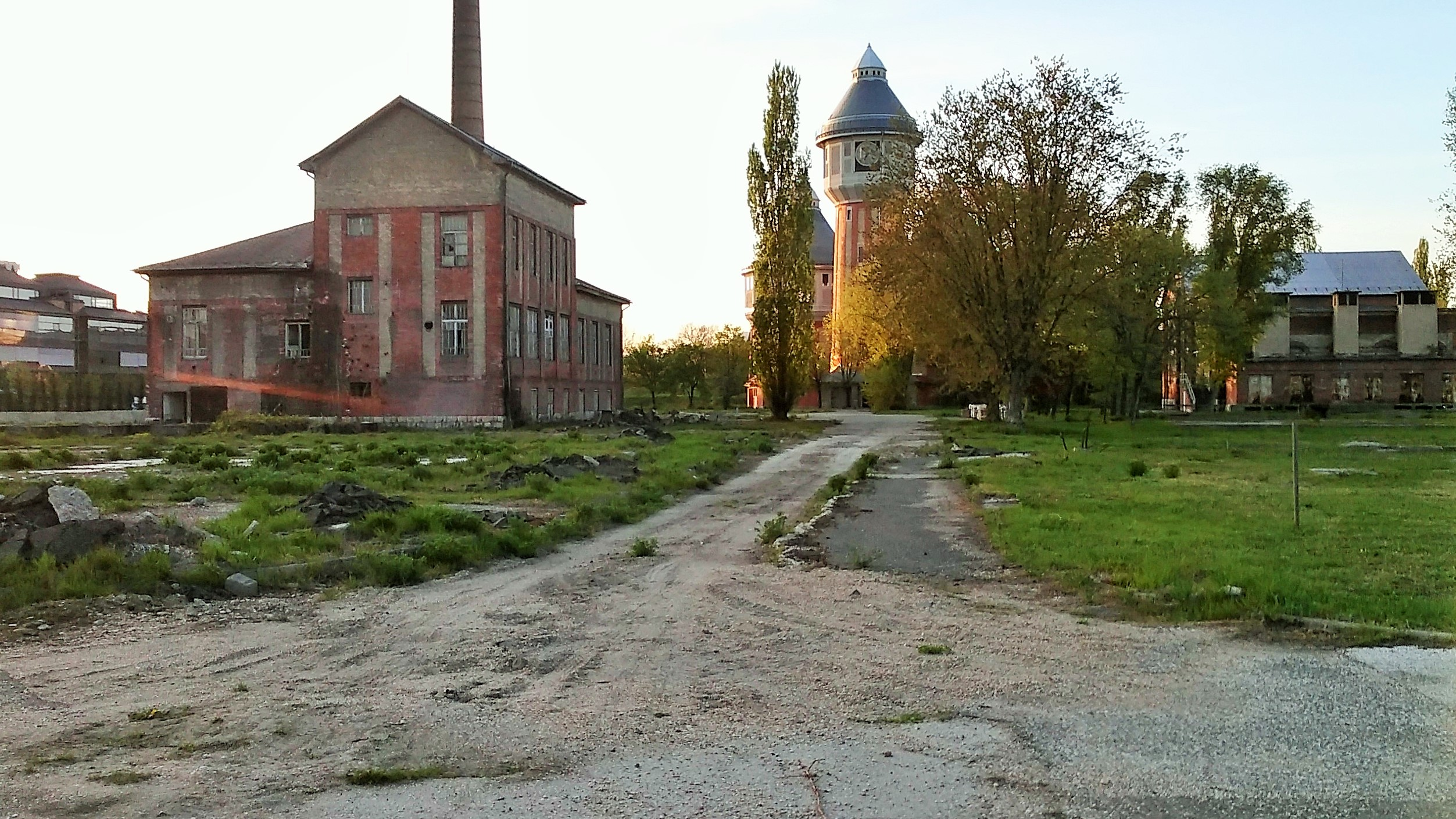
épületrészletek
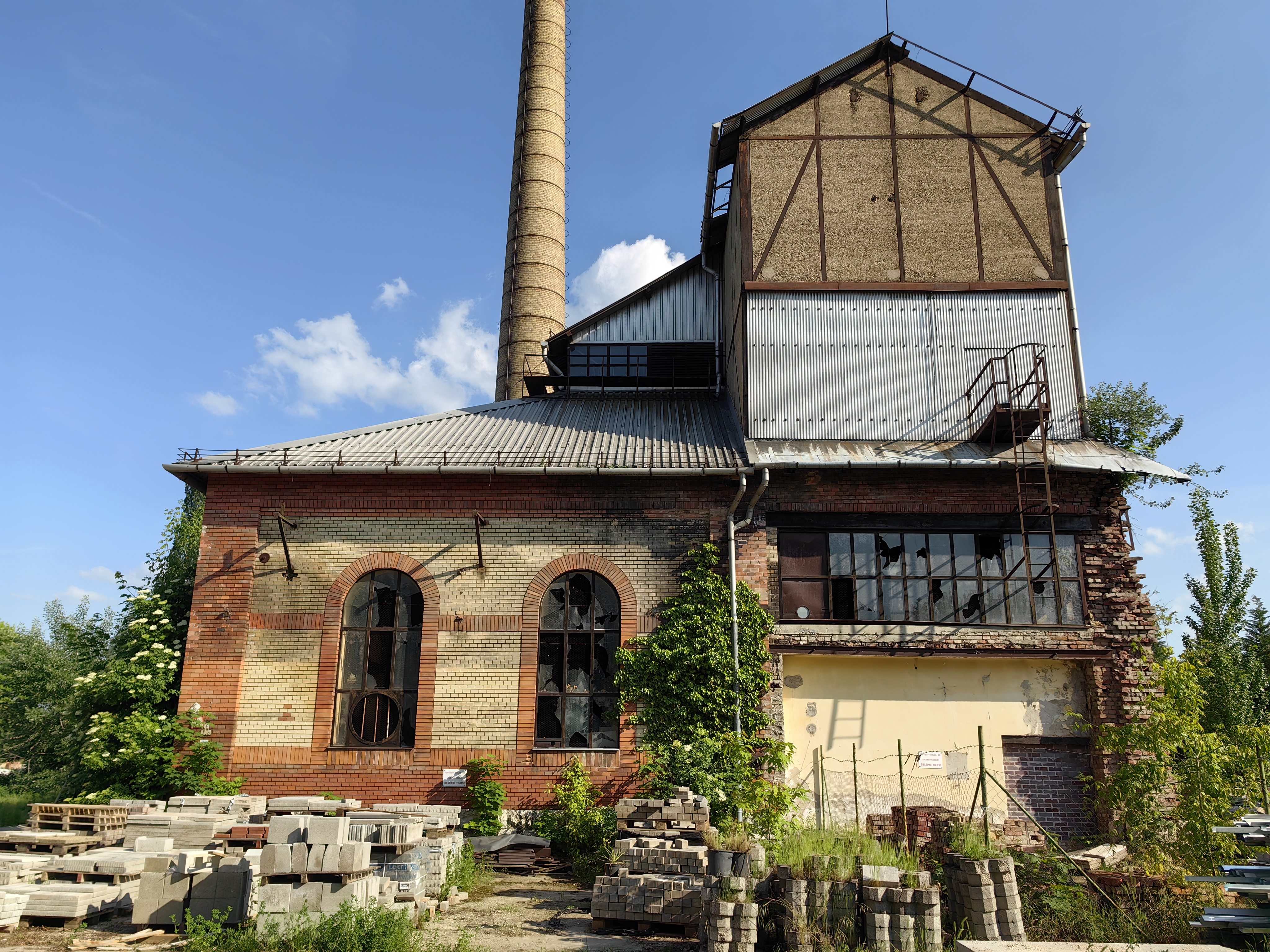
épületrészletek
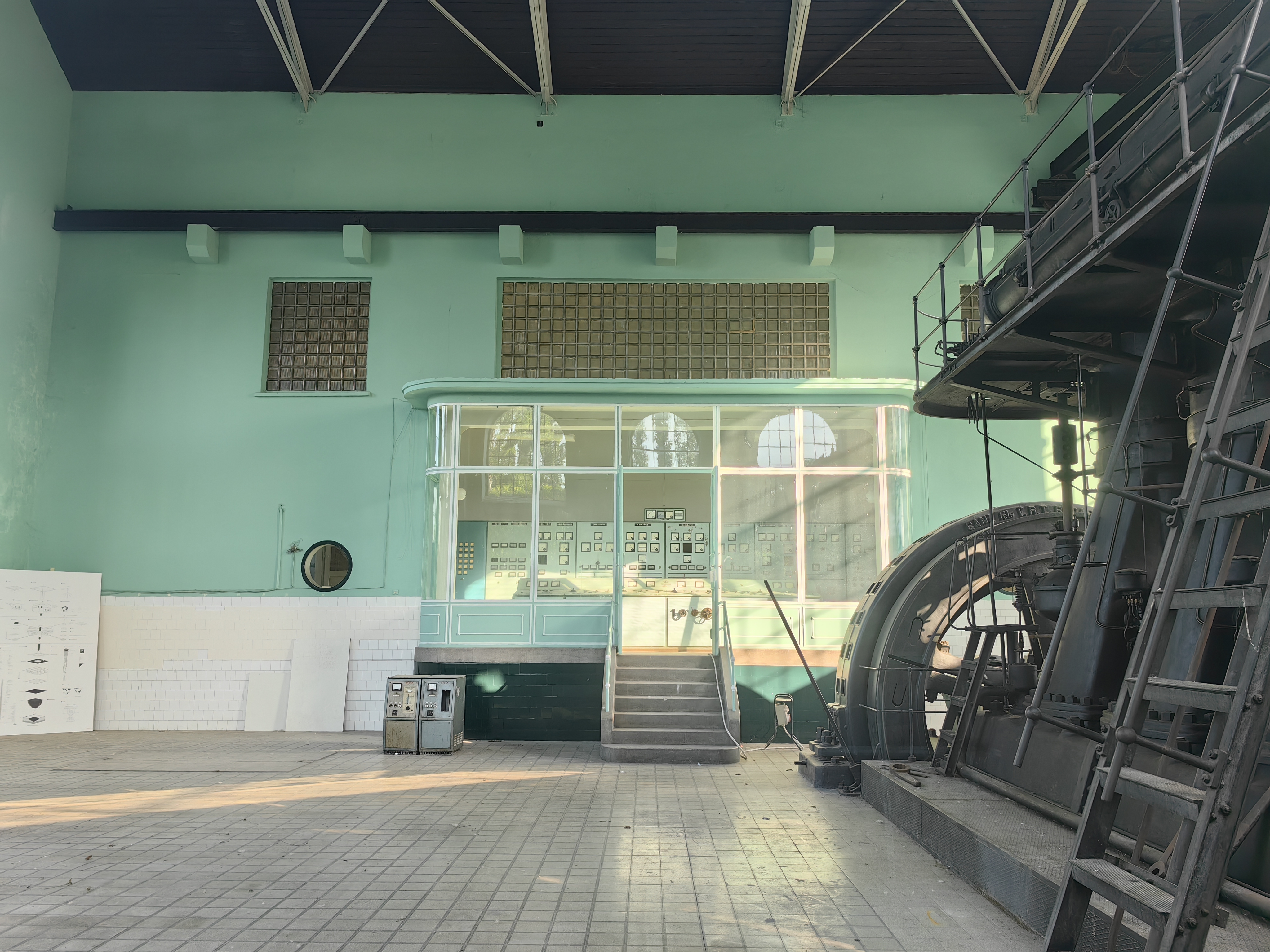
épületbelsők
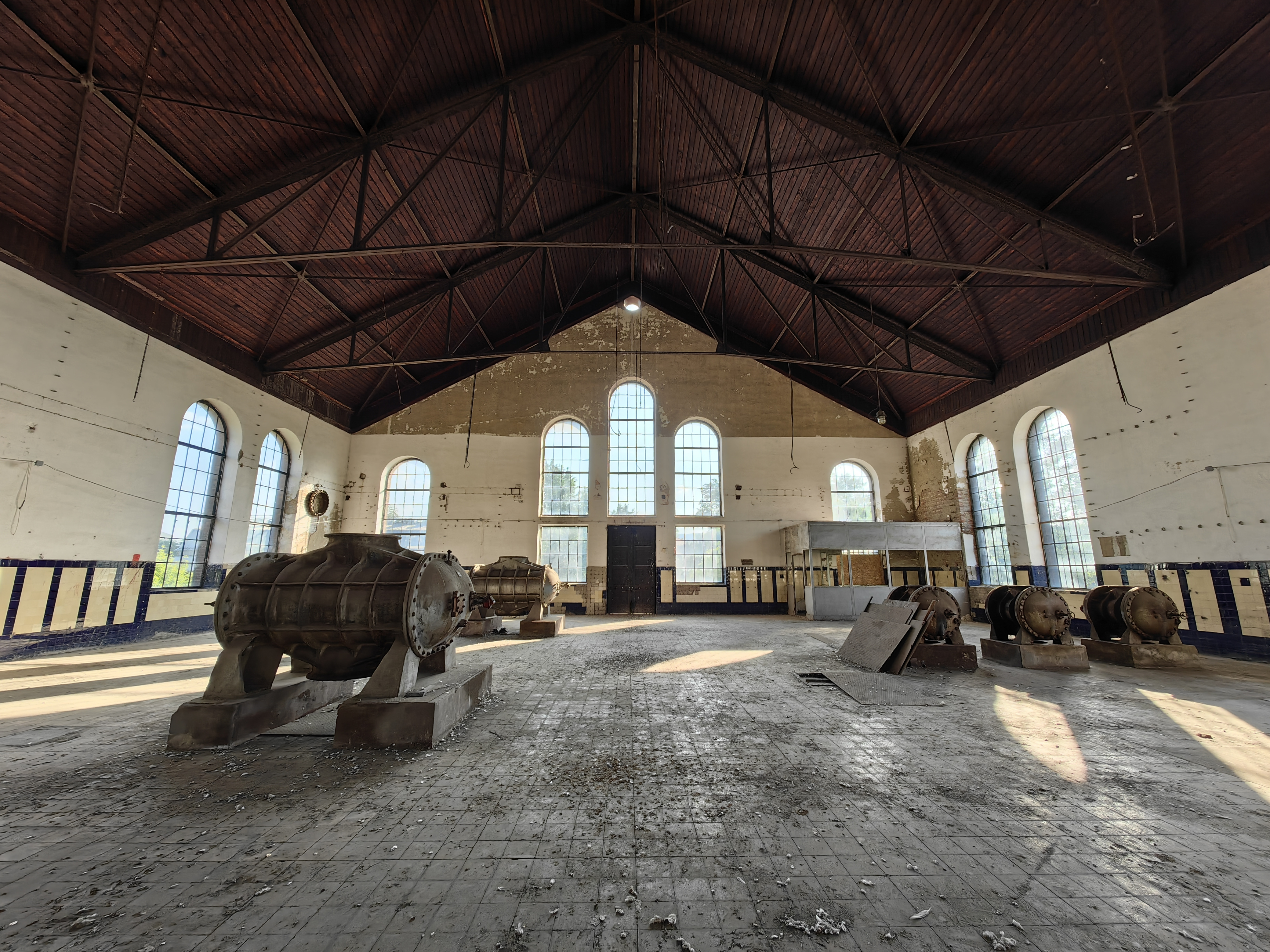
épületbelsők
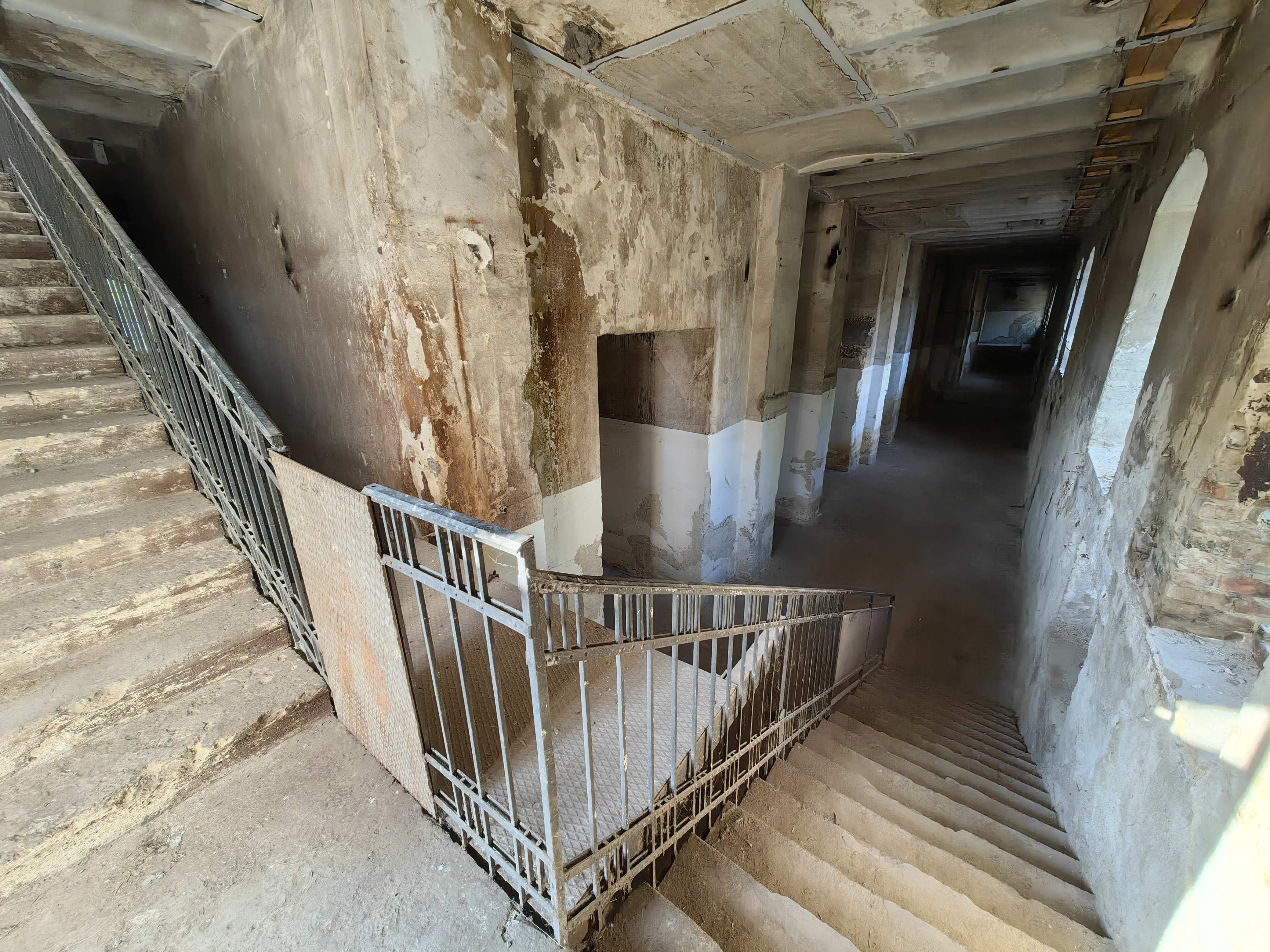
épületbelsők
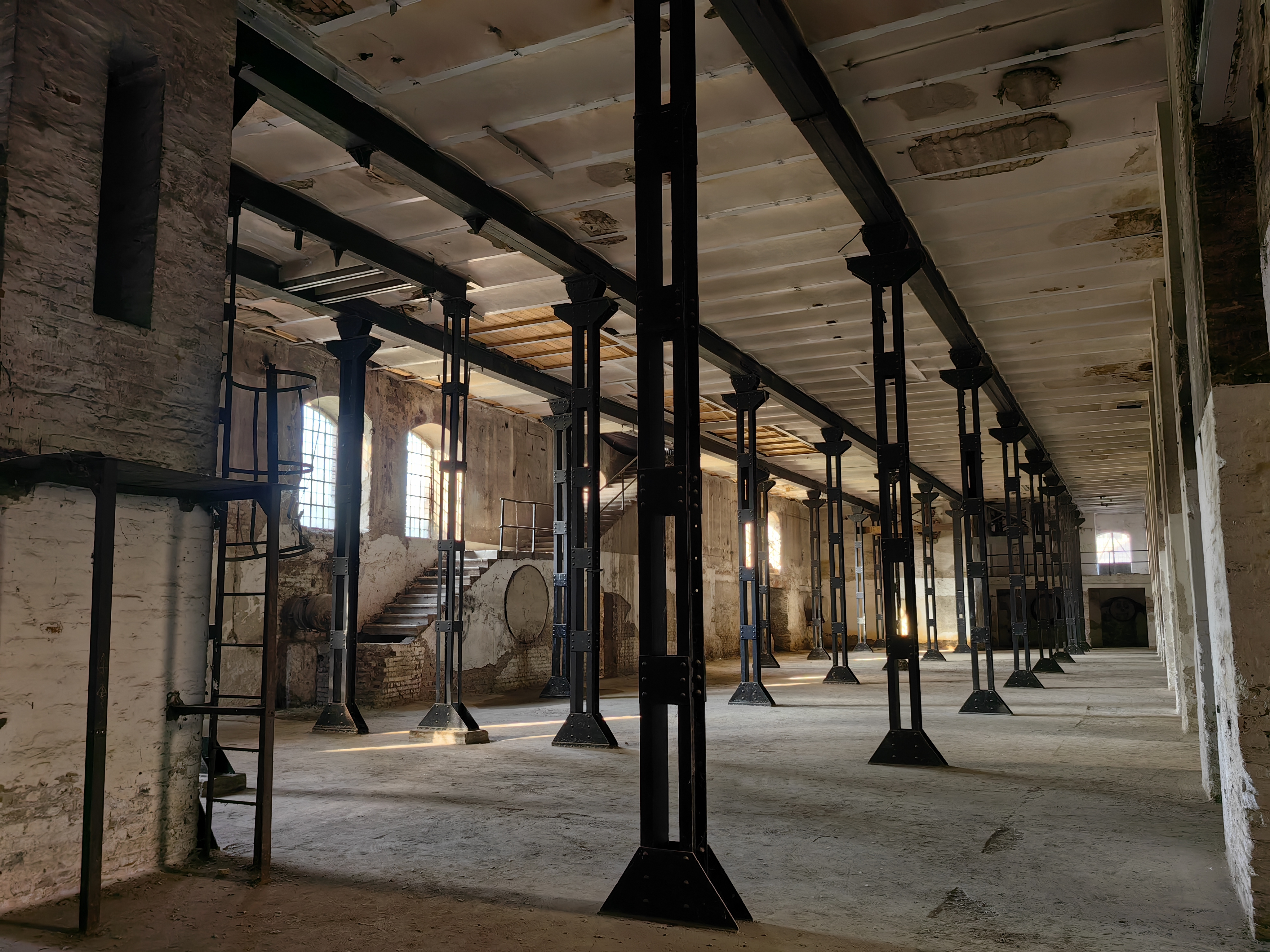
épületbelsők
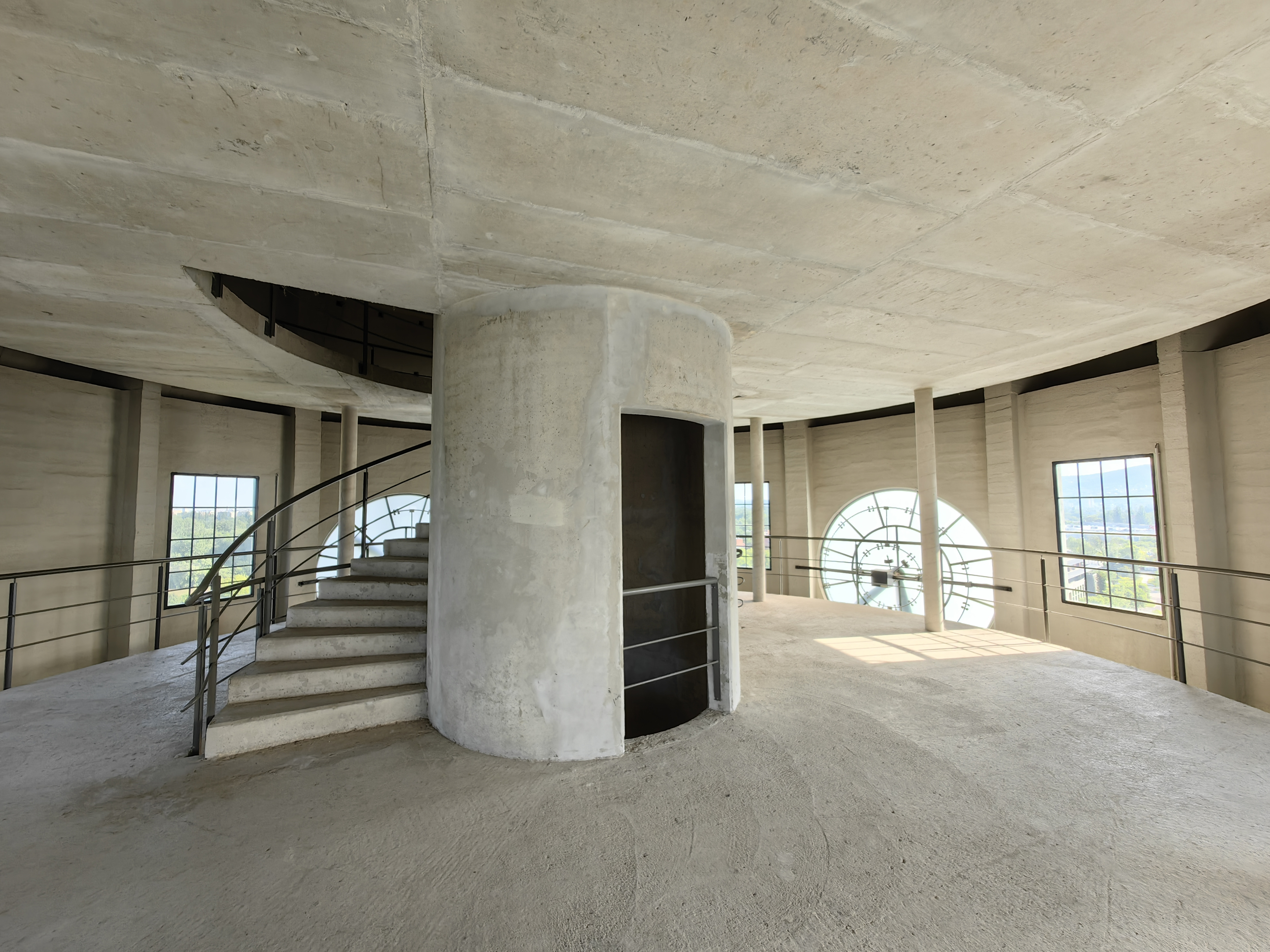
épületbelsők
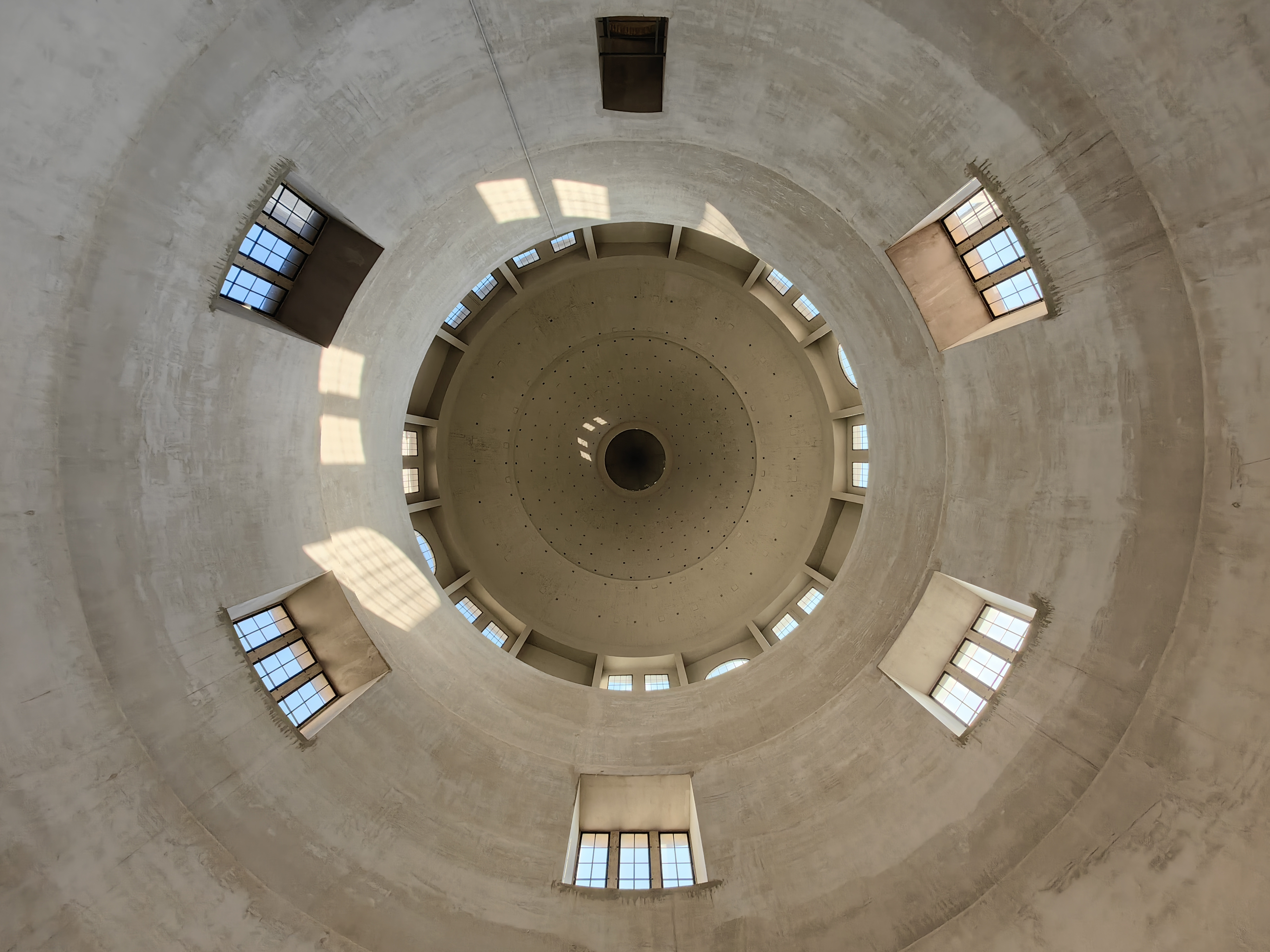
épületbelsők
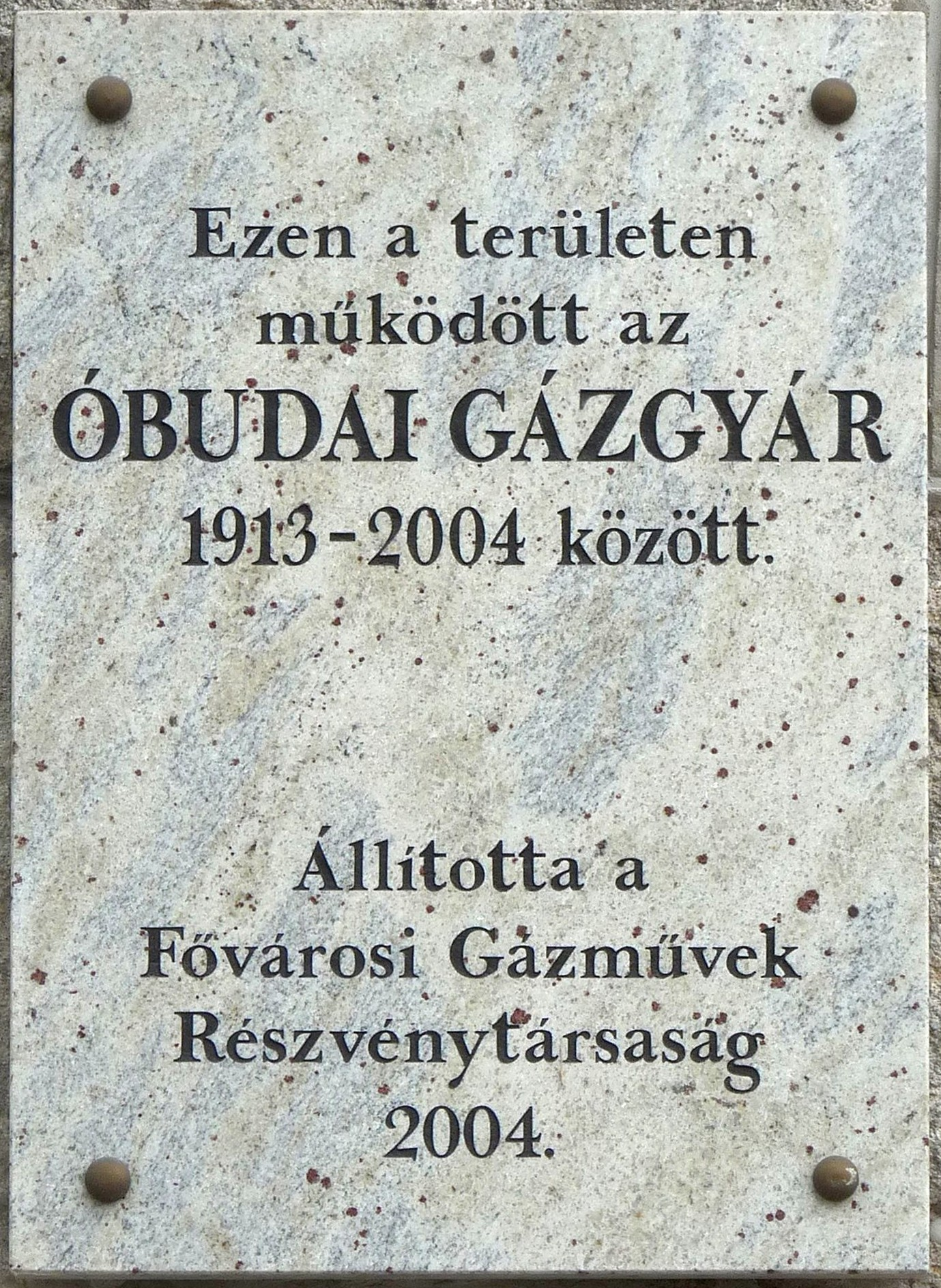
Emléktábla az egyik épület falán
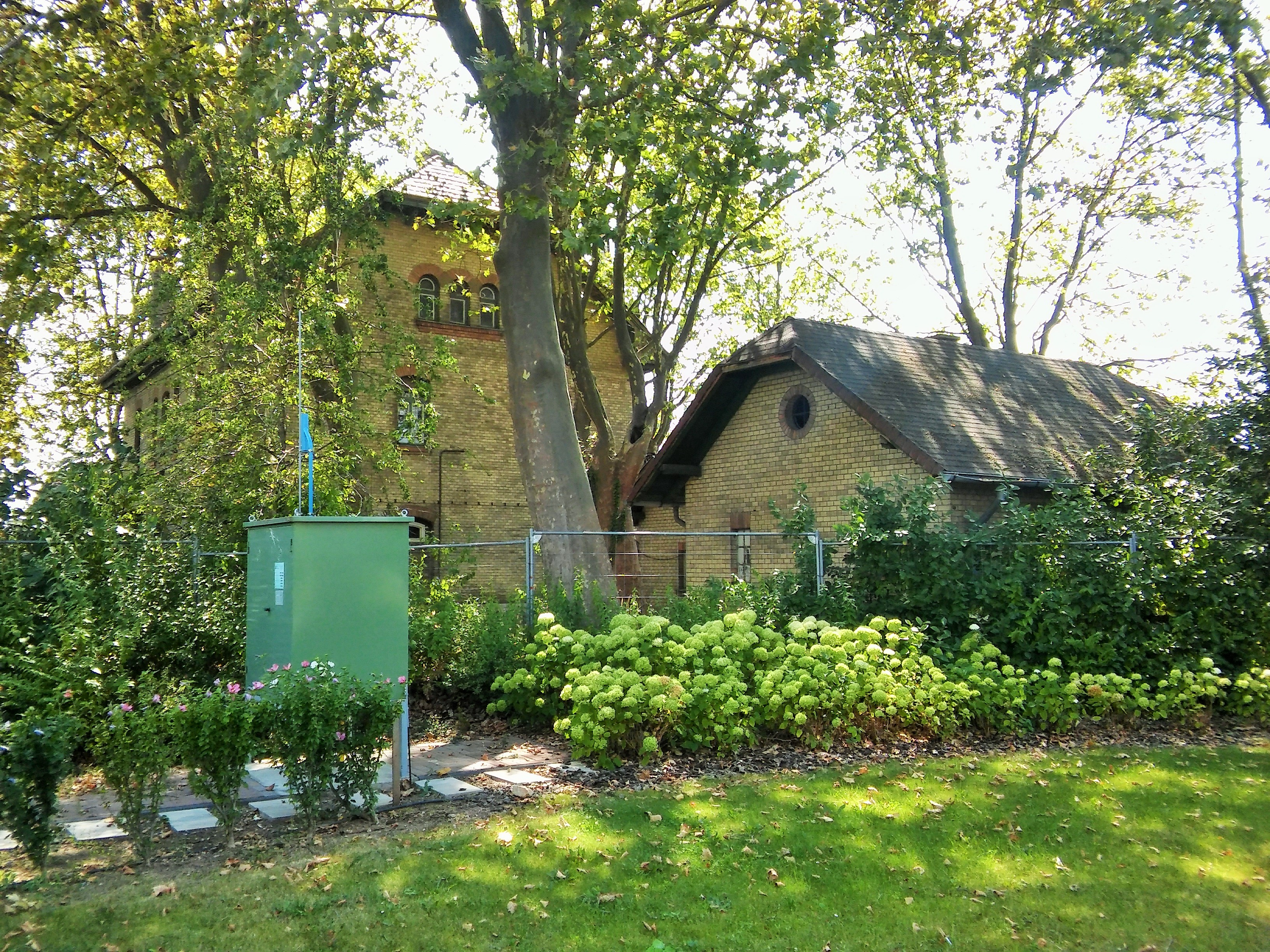
A Gázgyár régi állomásépületei
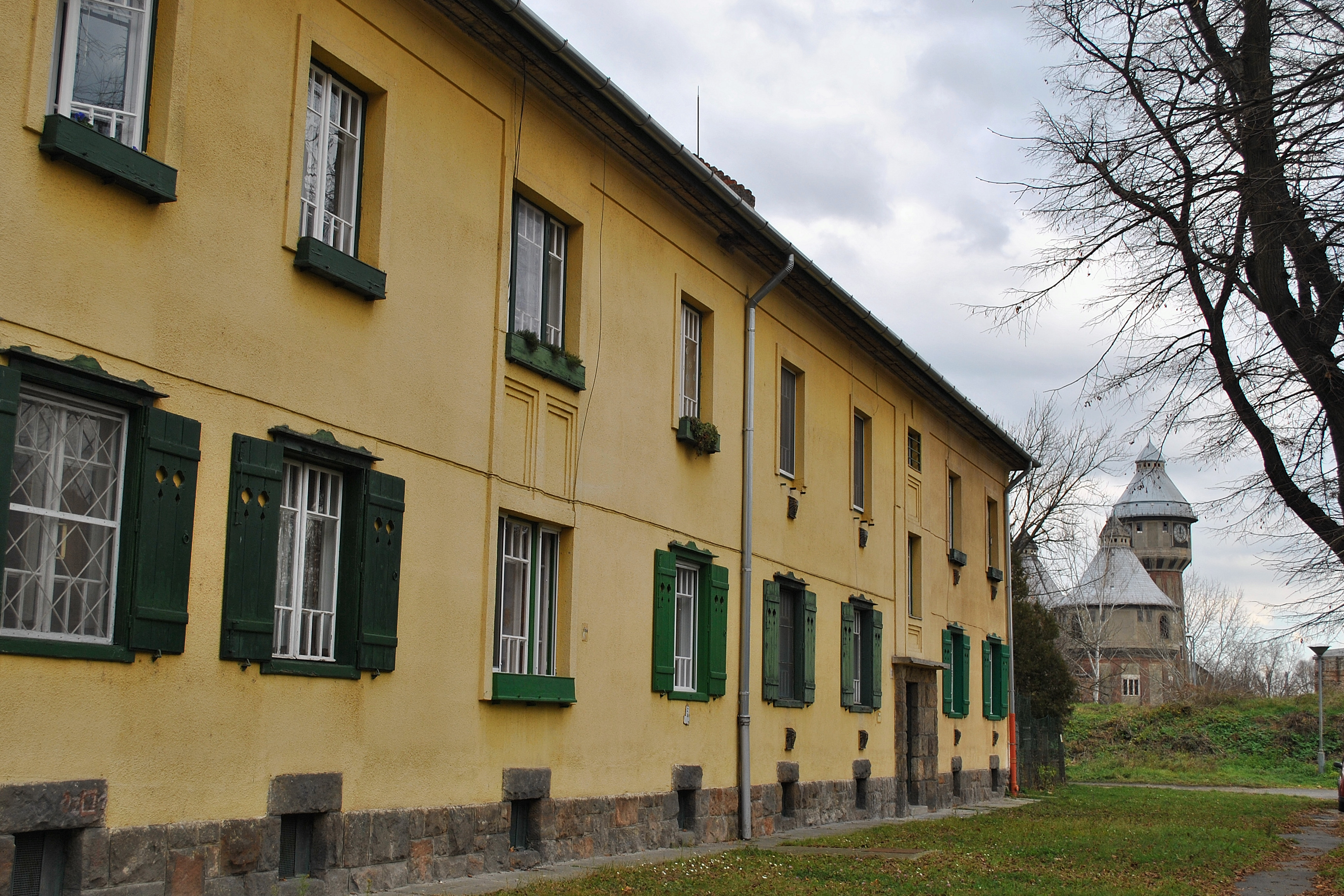
A lakótelep I., II. és III. számú épülete